# 對馬健太郎
對馬 健太郎（つしま けんたろう、1983年12月3日 - ）は、日本のシンガーソングライター。2 Islands Inc.所属。愛知県豊田市で生まれ育ちアメリカ・ウェストバージニア州への留学を経てゴスペル、ハワイアンに目覚め音楽の道に進む。南山大学外国語学部卒業。身長170cm。血液型A型。

## 来歴・人物
1983年12月3日、山口県出身の父と宮崎県出身の母の間に、愛知県豊田市で生まれる。父親はトヨタ自動車のマスター・テスト・ドライバー。
「健」康で「太」くたくましい長男になって欲しいとの祖父の願いから、「健太郎」となった。
4歳からピアノを習い、和太鼓、ギター、ドラムと様々な楽器を学んだ。歌は幼少から合唱、コーラス、ゴスペルを学び、ジャズ・ソウル・R&B・レゲエ・ハワイアンに傾倒。
2001年、SONYの盛田英夫が理事長を務めた盛田国際教育振興財団からの奨学金で、高校3年生から1年間、英語と音楽を学びにアメリカ・ウェストバージニア州にある高等学校・Cabell Midland High Schoolに通い、ウェストバージニア州高等学校選抜合唱に選出される。帰国後アメリカと日本の卒業時期の違いで、半年の浪人生活をした後、2003年に南山大学外国語学部英米学科入学。大学の同級生にF1ドライバーの中嶋一貴がいる。
2007年、大学を卒業し、地元の自動車産業に就職するものの、すぐに音楽の道を志し名古屋市金山にあるピアノバーで下積みから音楽家のキャリアをスタートする。
2013年4月19日、NHK名古屋放送局Uta-Tubeの第1回放送にNew-Tubeアーティストとしてテレビ出演。
2014年、ハワイアンのみで制作した1stアルバム「KEPANI」をリリース。
2015年、1stアルバム「KEPANI」が第38回ナ・ホク・ハノハノ賞を受賞。レーベル2 Islands Inc.を立ち上げ、2ndアルバム「from the Sanctuary」をリリース。2016年1月に楽天ランキングワールドミュージック部門セールス1位を獲得。
2017年、初期ハワイアンカバー三部作の最後となる3rdアルバム「MENEHUNE」をリリース。6月に楽天ランキングワールドミュージック部門セールス1位を獲得。
2018年、3rdアルバム「MENEHUNE」が第41回ナ・ホク・ハノハノ賞にノミネート。
2019年、4thアルバム「AUMOE」を発表。プレミアムディナーショー『The Goddess』シリーズを開始し、この年2回の開催で即完売。
2021年、文化庁支援事業・ARTS for the future!として、プレミアムディナーショー『The Goddess・日本のフラ復興ツアー』をコロナ禍の中全国5ヶ所で開催、全公演完売。
2022年、文化庁支援事業・ARTS for the future!2として、プレミアムディナーショー『The Goddess・日本のフラ復興ツアー2022』を全国5ヶ所で開催、全公演完売。
2023年、芸術文化の復興、日本のフラの復興・平和への願いを込めたプロジェクト『The HULA DANCER in IAPANA』にて日本のフラ復興動画の企画を開始。63組のエントリーから3組が採択され、東京都Hula Halau Kahula O Hawai'i所属の山本麗・小野田素子・正木音羽が、初代Miss Iapanaに選出された。
2023年、『第二回 The HULA DANCER in IAPANA』を実施、16組のエントリーから、対馬市Hula Halau O Pualanialoha所属の播磨佑奈が、二代目Miss Iapanaに選出された。
2024年、5thアルバム「ALOHA from IAPANA」を発表。iTunes Store ワールドミュージック部門アルバムチャート1位を獲得。
2025年、『第三回 The HULA DANCER in IAPANA』を実施中。

## エピソード
留学先のアメリカの高校では、男子生徒から依頼を受け、その生徒の彼女が授業を受けている教室へ行き、歌をプレゼントするという活動を行っていた。
スポーツ好きで、バレーボール、卓球、インディアカ、フットサルなど球技を得意とする。2011年には愛知県フットサルリーグに選手として所属。高校以降はスポーツと並行してウエイトトレーニングも熱心に行い、ベンチプレス最高重量は180kgで、常時体重の2倍を扱えるコンディションを維持している。
ほりの深い顔と体型から外国人と間違われる事が多い。英語で話しかけられると、相手の夢を壊さないよう無言か英語で対応する。
幼少期からハリウッド映画を頻繁に鑑賞する。ある映画評論家が、「年間200本映画を見れば誰でも評論家になれる」と言っているのを聞き、自身の見ている映画を数えると年間200本を優に超えていた。大のジブリ映画ファンでもある。
留学経験や英会話スクールを経営していたこともあり、英語を高レベルで使いこなす。TOEICは受ける度毎回ほぼ満点を叩きだす程の実力。
カリフォルニア州ロサンゼルスからフロリダ州キーウェストの先端まで車で5000kmを横断。レンタカーを返却するためそのまま車で再びロサンゼルスまで戻った。

## ディスコグラフィ
| カテゴリ     | 発売日         | タイトル           | 規格品番 | 備考                                                                                            |
| インディーズ | 2014年5月30日  | KEPANI             | KTR-001  | 第38回 ナ・ホク・ハノハノ賞 受賞                                                                |
| フルアルバム | 2015年12月12日 | from the Sanctuary | KTR-002  | 2016年1月楽天ランキングワールドミュージック部門セールス1位                                      |
| フルアルバム | 2017年5月5日   | MENEHUNE           | KTR-003  | 2017年6月楽天ランキングワールドミュージック部門セールス1位                                      |
| フルアルバム | 2019年12月30日 | AUMOE              | KTR-004  | 第41回 ナ・ホク・ハノハノ賞ノミネート                                                           |
| フルアルバム | 2024年7月7日   | ALOHA from IAPANA  | KTR-005  | iTunes Store ワールドミュージック部門アルバムチャート1位 第48回ナ・ホク・ハノハノ賞ノミネート中 |

## 演奏フラコンペティション入賞履歴
| 大会名                             | 開催場所                                            | 日程           | 部 門                | 備考   | 出場ハーラウ                         |
| マウナレイフラコンペティション     | 岡山市民会館大ホール（岡山県）                      | 2015年9月20日  | ワヒネソロ           | 優勝   | Hula Halau Kahula O Hawai`i          |
| マウナレイフラコンペティション     | 岡山市民会館大ホール（岡山県）                      | 2015年9月20日  | クプナソロ           | 準優勝 | Hula Halau Kahula O Hawai`i          |
| マウナレイフラコンペティション     | 岡山市民会館大ホール（岡山県）                      | 2015年9月20日  | カイカマヒネソロ     | 3位    | Hula Halau Kahula O Hawai`i          |
| フラオニエジャパン関西大会         | 大阪国際交流センター大ホール（大阪府）              | 2016年6月19日  | クプナソロ           | 優勝   | Halau Hula O Lehua Kealoha           |
| 全日本フラ選手権                   | 駒沢オリンピック公園総合運動場体育館（東京都）      | 2016年12月10日 | カイカマヒネグループ | 優勝   | Halau O Pilialoha                    |
| フラオニエジャパン                 | グランキューブ大阪（大阪府）                        | 2017年2月12日  | ワヒネグループ       | 4位    | わけべのりこフラスタジオ             |
| フラオニエジャパン                 | グランキューブ大阪（大阪府）                        | 2017年2月12日  | クプナグループ       | 準優勝 | わけべのりこフラスタジオ             |
| 茅ケ崎マカナフラフェスティバル     | 茅ケ崎市総合体育館（神奈川県）                      | 2017年11月3日  | クプナグループ       | 準優勝 | わけべのりこフラスタジオ             |
| 全日本フラ選手権                   | 駒沢オリンピック公園総合運動場体育館（東京都）      | 2017年11月18日 | カイカマヒネグループ | 優勝   | Halau O Pilialoha                    |
| 茅ケ崎マカナフラフェスティバル     | 寒川町民センター大ホール（神奈川県）                | 2018年10月6日  | クプナグループ       | 優勝   | わけべのりこフラスタジオ             |
| イオラニルアヒネフラフェスティバル | 虎ノ門ニッショーホール（東京都）                    | 2019年8月12日  | マクアヒネグループ   | 優勝   | Na Mamo O Kaleinani                  |
| イオラニルアヒネフラフェスティバル | 虎ノ門ニッショーホール（東京都）                    | 2019年8月12日  | 大会オーバーオール   | 1位    | Na Mamo O Kaleinani                  |
| モクオケアヴェインターナショナル   | 鳥取県立倉吉未来中心（鳥取県）                      | 2019年8月31日  | クプナグループ       | 優勝   | Halau Ka Mamo Lokomaika`iikamalulani |
| マウナレイフラコンペティション     | 岡山市民会館大ホール（岡山県）                      | 2019年9月15日  | ロコマイカイグループ | 優勝   | Na Mamo O Kaleinani                  |
| マウナレイフラコンペティション     | 岡山市民会館大ホール（岡山県）                      | 2019年9月15日  | 大会オーバーオール   | 1位    | Na Mamo O Kaleinani                  |
| モクオケアヴェインターナショナル   | ワイコロアビーチマリオットリゾート&スパ（ハワイ島） | 2019年11月8日  | クプナグループ       | 出場   | Halau Ka Mamo Lokomaika`iikamalulani |
| マウナレイフラコンペティション     | ダイヤモンド瀬戸内マリンホテル                      | 2024年11月16日 | ロコマイカイグループ | 優勝   | Halau Hula 'O Kamalama               |